# Gustav Fridolin

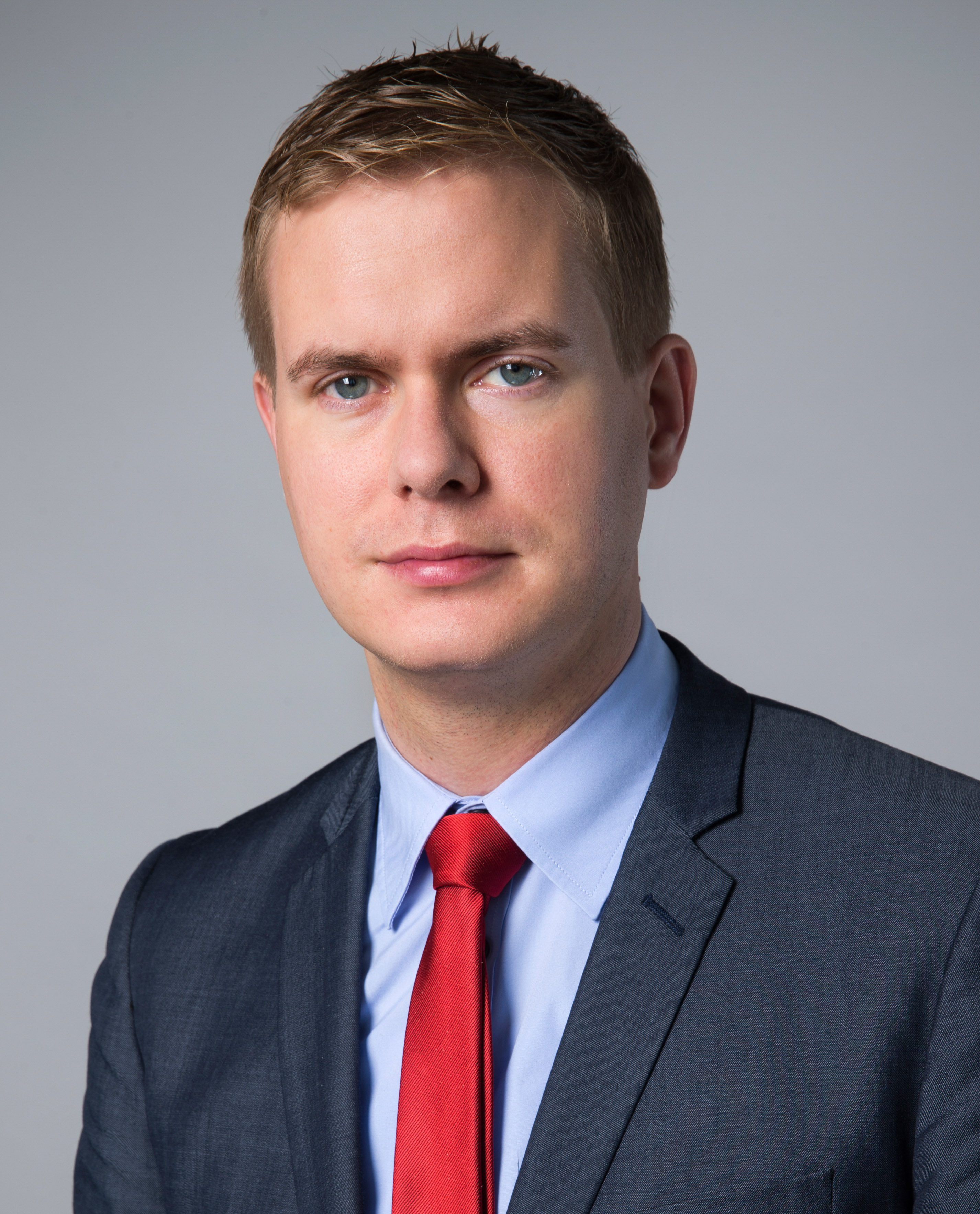
Gustav Fridolin (2014)

Gustav Fridolin (* 10. Mai 1983 in Önnestad, Gemeinde Kristianstad) ist ein schwedischer Politiker (Miljöpartiet de Gröna) und war von 2014 bis 2019 Bildungsminister in der Regierung Löfven I. Von 2011 bis 2019 war er Sprecher der Miljöparti.

## Leben
Fridolin ist in Vittsjö und Haninge aufgewachsen. Von 1999 bis 2003 besuchte er ein Mediengymnasium in Nacka, Stockholm. Bereits 1994 wurde er Mitglied der Grünen Jugend, deren Sprecher er ab 1999 war.  2002 wurde Fridolin für Miljöpartiet de Gröna in den schwedischen Reichstag gewählt. Mit 19 Jahren war er das jüngste Reichstagsmitglied aller Zeiten. Er trat jedoch 2006 nicht zur Wiederwahl an.
Zwischen 2006 und 2009 arbeitete Fridolin als Journalist für den schwedischen Fernsehsender TV4. Von 2007 bis 2010 war er Volkshochschullehrer für Geschichte und Gemeinschaftskunde.  Er erwarb 2009 einen Bachelorabschluss am Institut für orientalische Sprachen der Universität Stockholm und 2010 einen Abschluss als Volkshochschullehrer an der Universität Linköping.
2010 kandidierte Fridolin erneut für den Reichstag und wurde auch gewählt.  Er wurde 2010 ebenfalls Mitglied im Parteivorstand der Miljöparti.  Seit 2011 ist er Parteisprecher, zunächst zusammen mit Åsa Romson, seit 2016 mit Isabella Lövin.  Nach der Reichstagswahl 2014 wurde er Bildungsminister in der Regierung Löfven I.